# Josef Císař
Josef Císař   (Bohèmia Central, 5 de març de 1947) és un expilot d'enduro txec, guanyador del Trofeu als ISDE quatre vegades (i dues més del Vas) entre 1972 i 1977 com a membre de l'equip de Txecoslovàquia. A banda, fou el guanyador absolut de l'edició de 1969 d'aquesta dura prova, celebrada a Garmisch-Partenkirchen, aleshores a la RFA.
Císař fou un dels pilots oficials del fabricant Jawa, en una època en què els corredors de l'antiga Txecoslovàquia (entre d'altres, Kvetoslav Mašita, František Mrázek i Zdeněk Češpiva) dominaven la disciplina de l'enduro amb aquestes motocicletes. Com molts altres connacionals durant aquella època, Císař començà la seva carrera dins la Svazarm, en el seu cas a Týnec nad Sázavou (Bohèmia Central), tot pilotant una Jawa 250cc. Més tard fou reassignat a la unitat de Benešova.

## Palmarès
- 4 victòries al Trofeu dels ISDE amb l'equip estatal (1972-1974, 1977), havent-ne estat guanyador absolut el 1969
- 2 victòries al Vas dels ISDE amb l'equip estatal (1970-1971)